# IC 3916
IC 3916 је спирална галаксија у сазвјежђу Ловачки пси која се налази на листи објеката дубоког неба у Индекс каталогу.
Деклинација објекта је + 38° 36' 51" а ректасцензија 12h 56m 31,2s. Привидна величина (магнитуда) објекта IC 3916 износи 14,6 а фотографска магнитуда 15,4. IC 3916 је још познат и под ознакама UGC 8063, MCG 7-27-8, CGCG 217-4, PGC 44150.